# Matematiska institutionen (Stockholms universitet)
Matematiska institutionen är en av de äldsta institutionerna vid Stockholms universitet och bedriver forskning och utbildning i matematik, matematisk statistisk, försäkringsmatematik samt beräkningsmatematik.

## Historia

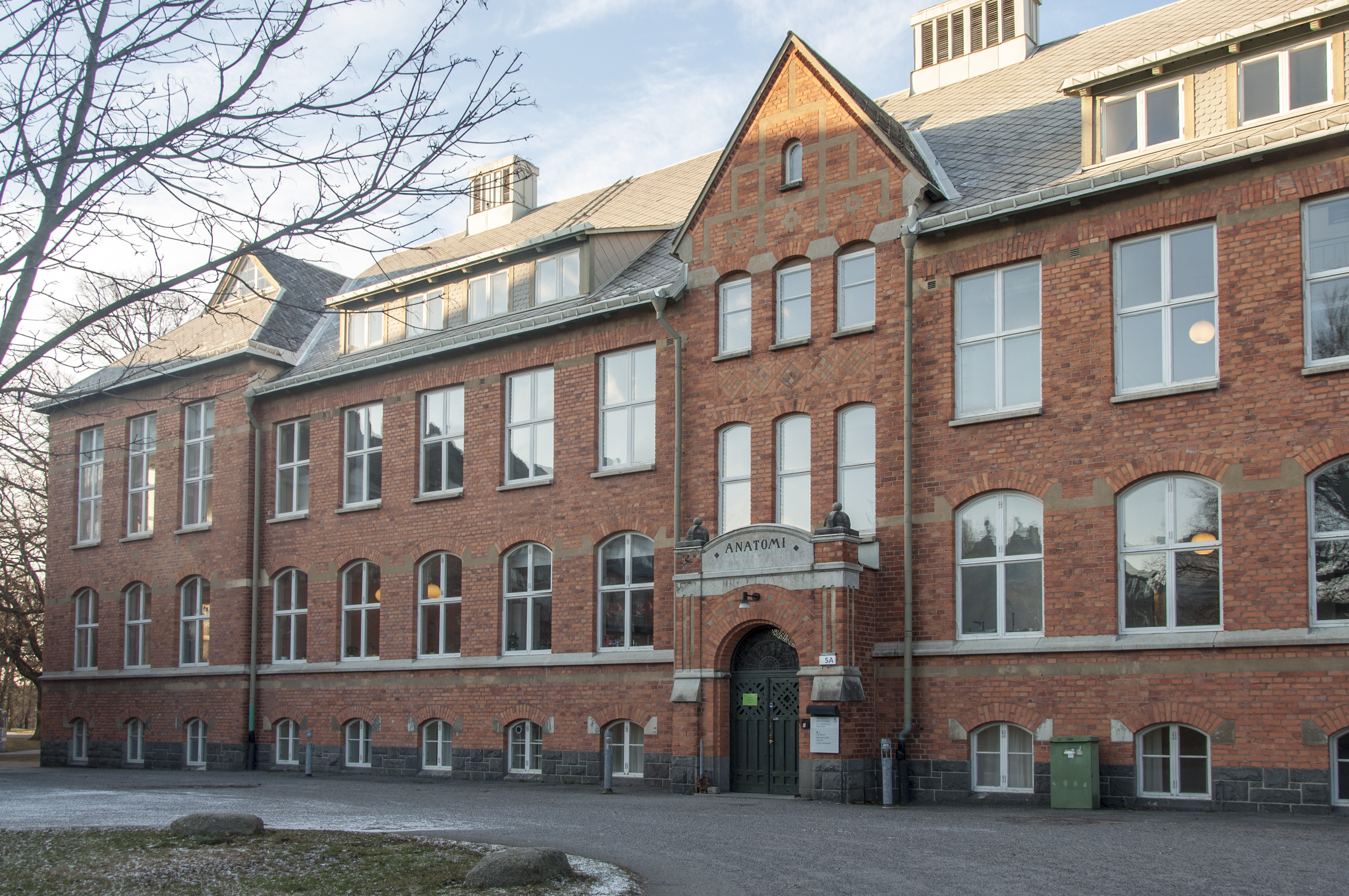
Matematiska institutionen hade sina lokaler i Kräftriket åren 1993–2022.

När dåvarande Stockholms högskola grundades 1878 var matematik ett av de första ämnena som undervisades. Högskolans första professor var matematikern Gösta Mittag-Leffler. Världens första kvinnliga matematikprofessor Sofja Kovalevskaja var verksam här. På 1960-talet slogs Matematiska institutionen samman med Institutet för försäkringsmatematik och matematisk statistik. Institutionen hade från och med 1993 sina lokaler i Kräftriket. Sedan sommaren 2022 är de i Campus Albano.
Tre professorer från Matematiska institutionen har varit rektor för Stockholms högskola; Gösta Mittag-Leffler (1886, 1891–1892), Ivar Bendixson (1911–1927) samt Harald Cramér (1950–1958). (Cramér var även universitetskansler åren 1958–1961.)
Professor Lars Hörmander, mottagare av de prestigefulla Fieldsmedaljen och Wolfpriset i matematik, var verksam på institutionen åren 1957–1964. Tillika Wolfprismedaljören och Abelprismedaljören Lennart Carleson var anställd som professor en kort period på 1950-talet.

## Utbildning
Matematiska institutionen erbjuder tre kandidatprogram som leder till filosofie kandidatexamen i antingen matematik, matematisk statistik eller datalogi. De har även tre masterprogram i matematik, matematisk statistik respektive försäkringsmatematik, varav den senare är unik i Sverige.

## Kända professorer

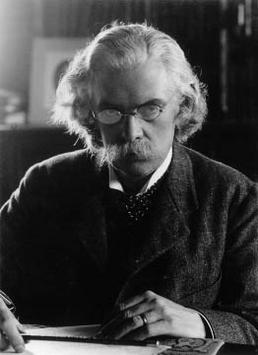
Gösta Mittag-Leffler var professor i ren matematik åren 1881–1911.

- Ivar Bendixson (1905–1927), högre matematisk analys.
- Jan-Erik Björk (1974–2009), matematik.
- Tom Britton (2003–idag), matematisk statistik.
- Torsten Carleman (1924–1948), matematik.
- Lennart Carleson (1954–1955), matematik.
- Fritz Carlson (1927–1952), högre matematisk analys.
- Harald Cramér (1929–1958), försäkringsmatematik och matematisk statistik.
- Germund Dahlquist (1964–1990), numerisk analys.
- Maria Deijfen (2015–idag), matematisk statistik.
- Torsten Ekedahl (1988–2011), matematik.
- Otto Frostman (1952–1973), matematik.
- Ralf Fröberg (1999–idag; emeritus), matematik.
- Ulf Grenander (1959–1966), försäkringsmatematik och matematisk statistik.
- Lars Hörmander (1957–1964), matematik.
- Ola Hössjer (2002–idag), matematisk statistik.
- Helge von Koch (1911–1924), ren matematik.
- Sofja Kovalevskaja (1884–1891), högre matematisk analys.
- Anders Martin-Löf (1987–idag; emeritus), försäkringsmatematik och matematisk statistik.
- Per Martin-Löf (1983–idag; emeritus), matematisk logik.
- Gösta Mittag-Leffler (1881–1911), ren matematik.
- Mikael Passare (1992–2011), matematik.
- Edvard Phragmén (1892–1904), matematisk analys.
- Jan-Erik Roos (1970–2017), matematik.

## Kända alumner
- Tanja Bergkvist.
- Anders Björner.
- Harald Cramér.
- Per Enflo.
- Sven Erlander.
- Olof Hanner.
- Ulf Hellsten.
- Lamek Hulthén.
- Johan Håstad
- Christer Kiselman.
- Johannes Malmquist.
- Bertil Matérn.
- Åke Pleijel.
- Hans Riesel.
- Bo Sundgren.
- Martin Tamm.
- Vidar Thomée.
- Paul Vaderlind.
- Herman Wold.

## Hedersdoktorer
Matematiska institutionen har sedan 1905 delat ut hedersdoktorat i matematik till 13 personer.
| År   | Namn                | Nationalitet  |
| ---- | ------------------- | ------------- |
| 1905 | Henri Poincaré      | Frankrike     |
| 1909 | Paul Painlevé       | Frankrike     |
| 1912 | Vito Volterra       | Italien       |
| 1936 | Ernst Lindelöf      | Finland       |
| 1960 | Andrej Kolmogorov   | Ryssland      |
| 1960 | Pekka Myrberg       | Finland       |
| 1978 | Henri Cartan        | Frankrike     |
| 1980 | Jean-Pierre Serre   | Frankrike     |
| 1999 | Linus Torvalds      | Finland       |
| 2015 | Heinz Langer        | Tyskland      |
| 2017 | Gerard van der Geer | Nederländerna |
| 2018 | Sergio Albeverio    | Schweiz       |
| 2023 | Peter Sarnak        | Sydafrika USA |